# 2 Warszawska Brygada Pancerna

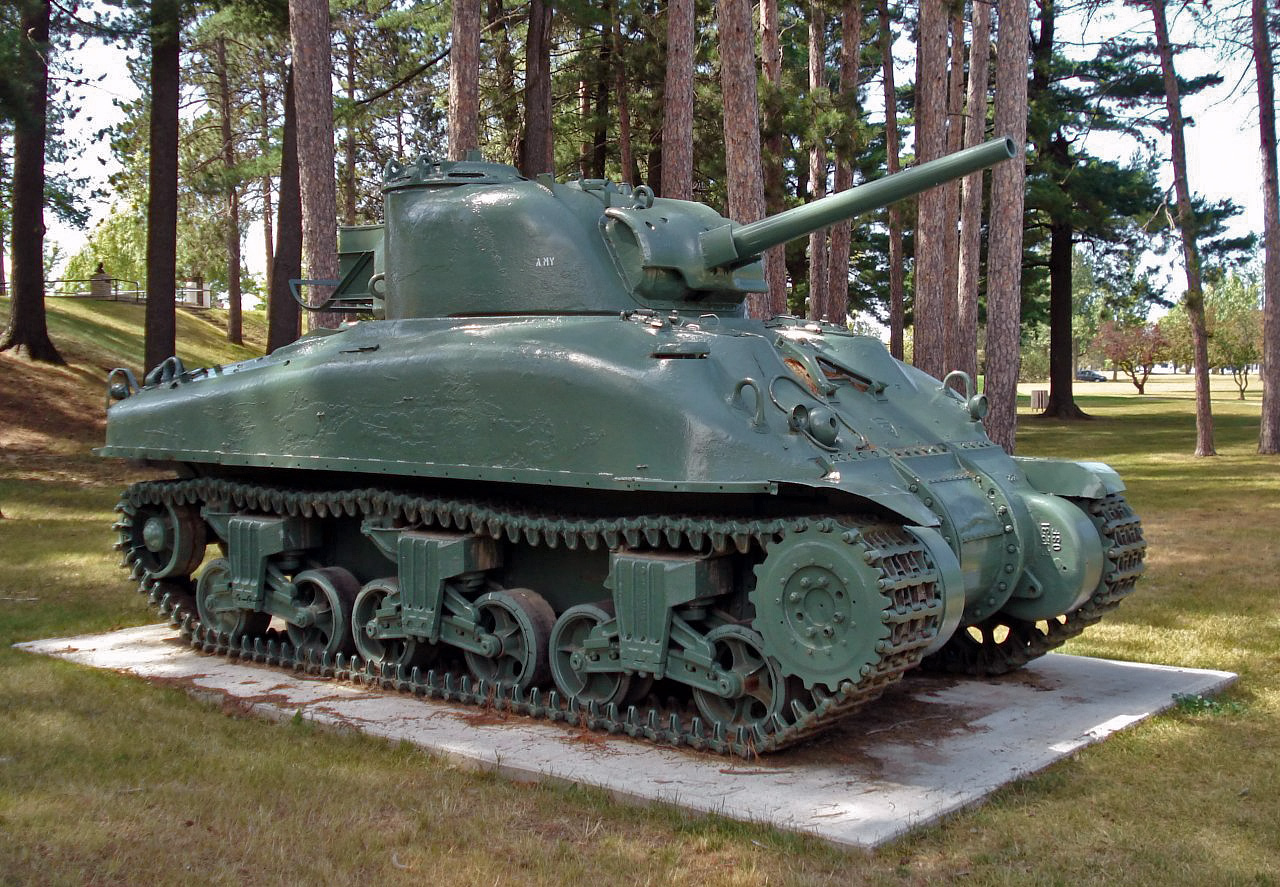
Podstawowy czołg 2 BPanc – Sherman M4

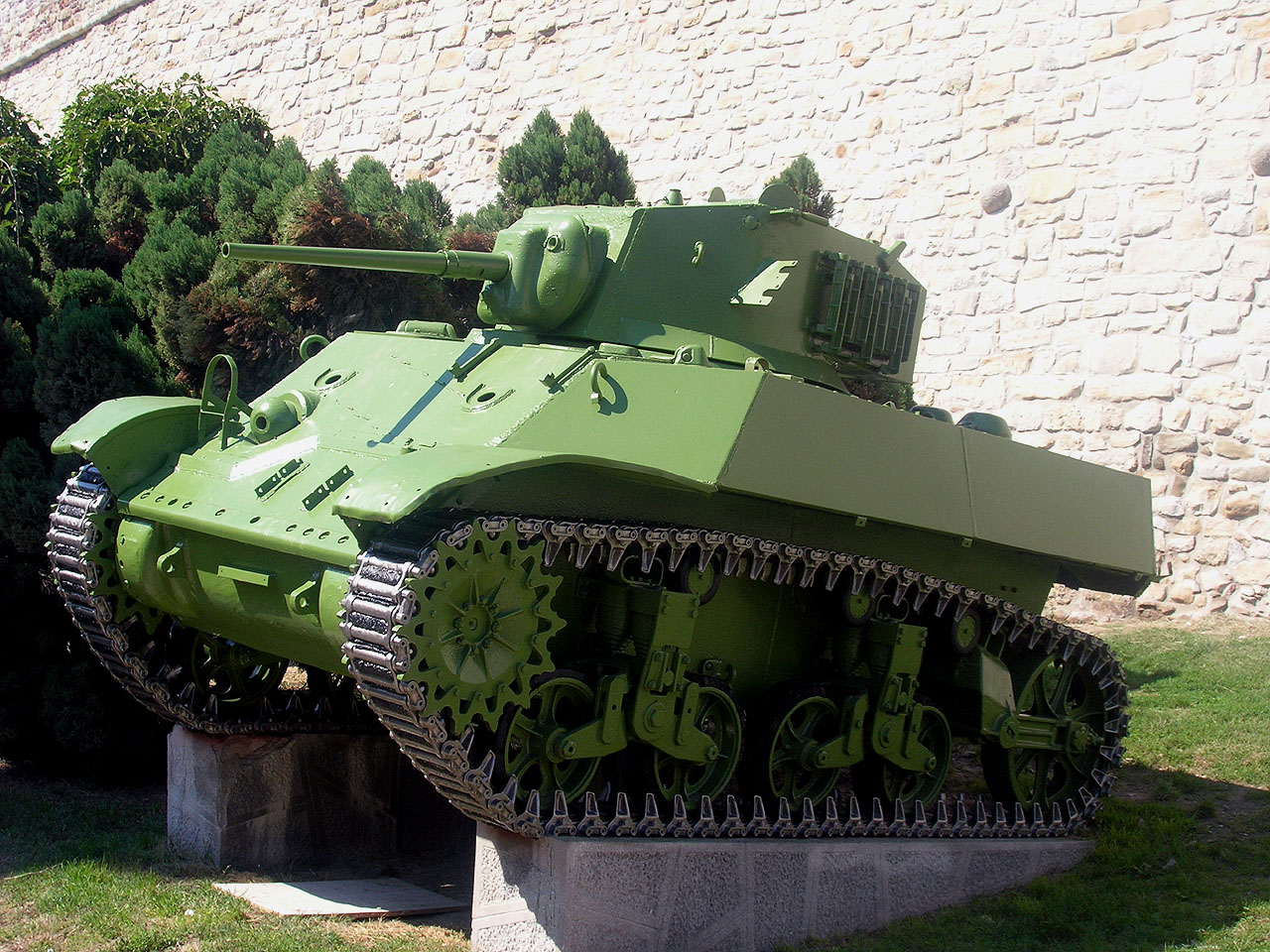
Stuart – czołg szwadronów rozpoznawczych

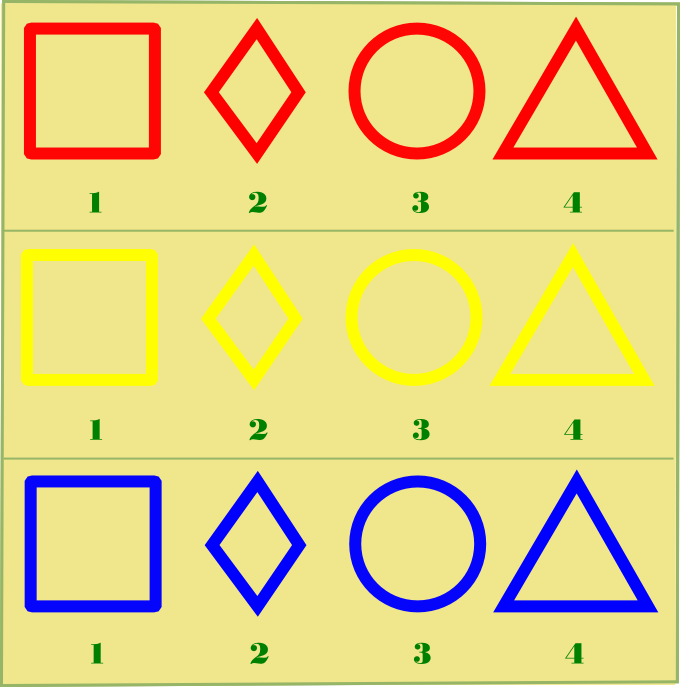
Przykładowe oznakowanie pojazdów brygady

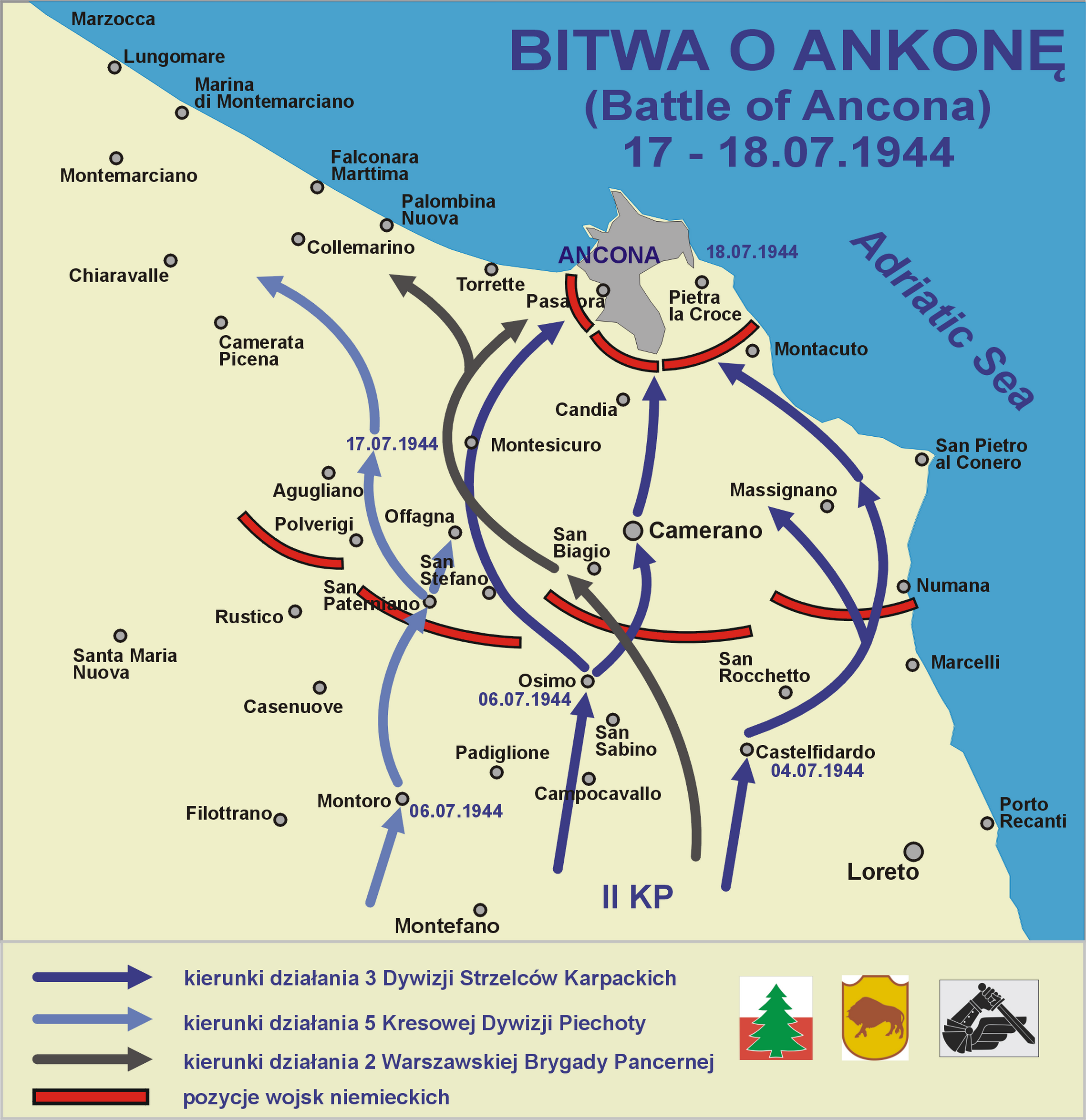
Udział Brygady w ramach 2 Korpusu w bitwie o Ankonę

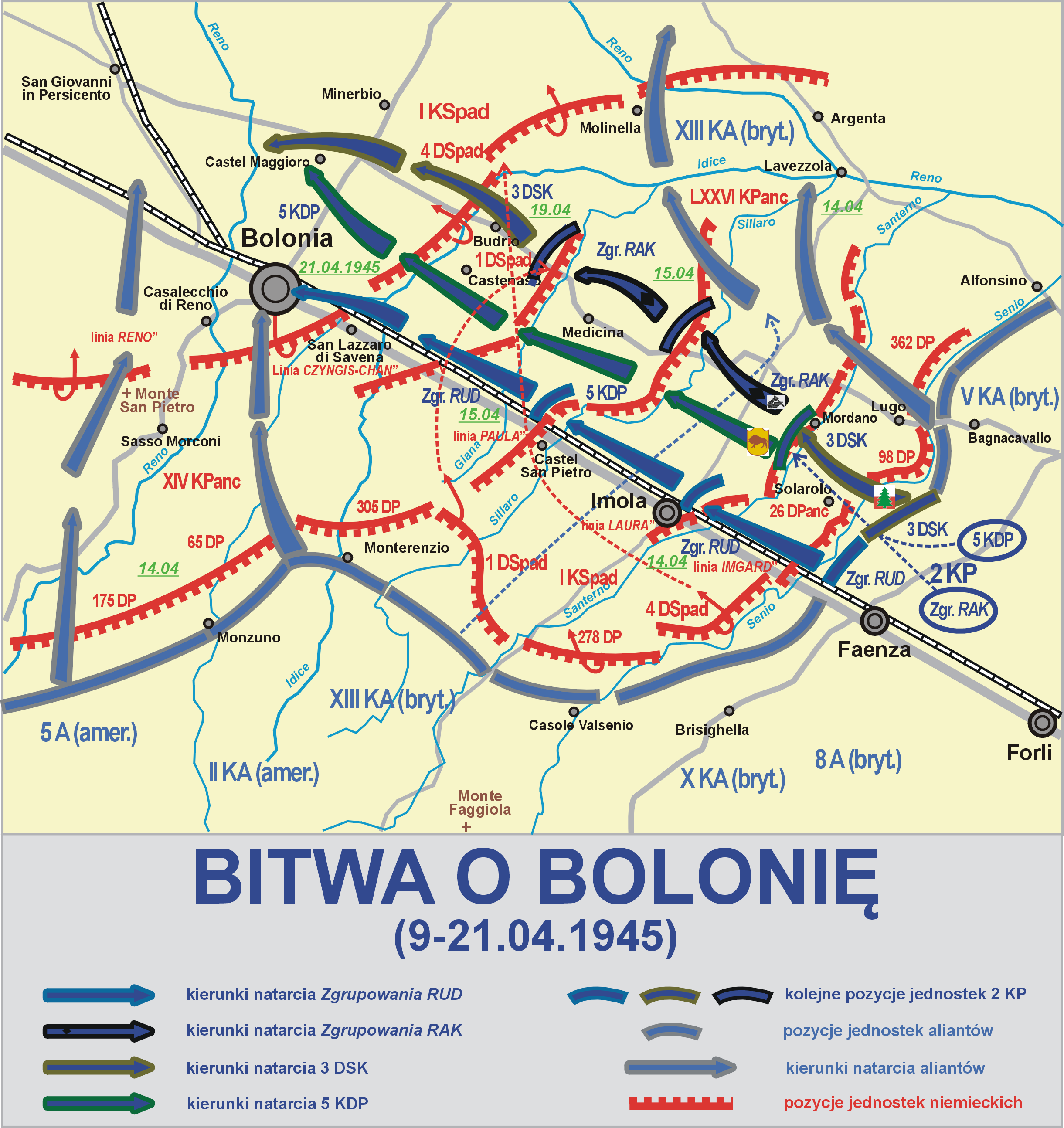
Udział Brygady w składzie 2 KP w bitwie o Bolonię

2 Warszawska Brygada Pancerna (2 BPanc) – wielka jednostka pancerna Polskich Sił Zbrojnych.
Brygada w czasie walk na Półwyspie Apenińskim była jednostką podporządkowaną bezpośrednio dowódcy 2 Korpusu Polskiego. Po zakończeniu walk weszła w skład 2 Warszawskiej Dywizji Pancernej.

## Rodowód
30 czerwca 1942 roku dowódca Wojsk Polskich na Środkowym Wschodzie wydał rozkaz organizacyjny L. dz. 3083/I/Tjn. w sprawie formowania Brygady Czołgów. 7 sierpnia 1942 roku został wydany pierwszy rozkaz dzienny brygady.
We wrześniu 1942 roku brygada została przesunięta do Iraku. Nowym miejscem postoju była Dżalaula w rejonie Kizil Rabat. Rozkaz dowódcy 6 Dywizji Piechoty gen. M. Tokarzewskiego-Karaszewicza ustalał skład podległej mu 2 Brygady Czołgów. W jej skład weszły 4, 5 i 6 bataliony czołgów. Etat brygady oparto na brytyjskim etacie CEME/76751/SD1a, który obowiązywał od 24.08.1942. Przewidywał on organizację batalionu piechoty zmotoryzowanej. W 2 Brygadzie Czołgów zrezygnowano z utworzenia takiego batalionu głównie z powodu braków kadrowych.
Przy brygadzie zorganizowano Centrum Wyszkolenia Broni Pancernej.
20 czerwca brygada została przesunięta do Teza-Khurmatli, w rejon pól naftowych w okolicach Kirkuku. Do nowych zadań brygady należało zabezpieczenie terenu przed sabotażem ze strony Kurdów. Z brygady stopniowo wycofywano szkolne czołgi Mk VI Crusader Mk. VI i włoskie M.13. Stopniowo napływały większe ilości sprzętu. Na przełomie czerwca i lipca bataliony posiadały wszystkie przewidziane etatem czołgi (po 52 sztuki w batalionie). Dysponowano czołgami piechoty Mk III Valentine. Brakowało jedynie 4 czołgów w wersji plot. Wcześniej dysponowano czołgami Mk. VI AA, ale zostały one oddane Brytyjczykom.
Na podstawie rozkazu dziennego z 1 lipca 1943 nr 75 oraz rozkazów dziennych nr 147 z 1 lipca 1943 i nr 148 z dnia 2 lipca 1943 bataliony czołgów 4 i 6 przemianowano odpowiednio na 4 i 6 pułki pancerne, a 5 batalion czołgów na 1 pułk kawalerii pancernej.
21 sierpnia 2 Brygada Pancerna przeszła ponownie do Palestyny w rejon Gazy. We wrześniu 2 Brygada Czołgów zdała do magazynów czołgi Valentine, a zaczęła otrzymywać czołgi średnie Sherman. Na podstawie rozkazu Naczelnego Wodza L.dz. 444/tj./43 z 1 grudnia 1943, potwierdzonego rozkazem Dowódcy Armii Polskiej na Wschodzie L.dz.446/tjn./Org.(SD)/43 nastąpiło ustalenie nazwy 1 pułku kawalerii pancernej na 1 pułk ułanów Krechowieckich. Przygotowując 2 Brygadę Czołgów do wejścia do walki na terenie Włoch, dokonano kolejnej reorganizacji i zmiany nazwy. Na podstawie brytyjskich dokumentów organizacyjno-etatowych WE VI539/4 oraz rozkazu dowództwa 2 KP SztabL.dz.72/Tj./S.S.(SD)/44 ustalono etat dowództwa brygady na 18 oficerów i 149 szeregowych i przeformowano go w dowództwo 2 Brygady Pancernej. Nastąpiły też zmiany kadrowe w dowództwie brygady oraz nowe naliczenia pojazdów i sprzętu. 

## Organizacja 2 BPanc
- Kwatera Główna 2 Brygady Pancernej (ang. Brigade Headquarters)
- 1 Pułk Ułanów Krechowieckich (ang. 1st Polish Lancer Regiment)
- 4 Pułk Pancerny „Skorpion” (ang. 4th Polish Armoured Regiment)
- 6 Pułk Pancerny „Dzieci Lwowskich” (ang. 6th Polish Armoured Regiment)
- 9 wysunięty szwadron dostawy czołgów – mjr Włodzimierz Samira
- 2 Batalion Komandosów Zmotoryzowanych (ang. 2nd Motor Battalion[c])
- 9 kompania łączności
- 9 lekka kompania sanitarna
- 9 kompania warsztatowa
- 9 park materiałowy
- 9 pluton saperów
- 9 samodzielny pluton żandarmerii
- 6 Sąd Polowy – kpt. Olgierd Niebieszczański
- 123 poczta polowa

Stan brygady w kampanii włoskiej wynosił: 222 oficerów i 3362 szeregowych. Na wyposażeniu etatowo znajdowało się 160 czołgów średnich, 33 czołgi lekkie i 13 czołgów specjalnych.

## Obsada personalna Dowództwa 2 BPanc
Dowódcy brygady
- gen. bryg. Gustaw Paszkiewicz (od 16 X 1942)
- gen bryg. Bronisław Rakowski (od 18 VIII 1943[6])
- ppłk / płk dypl. kaw. Ziemowit Grabowski (od 1 VI 1945)

Zastępcy dowódcy brygady
- ppłk dypl. Antoni Marian Korczyński (VIII 1942 – VIII 1943[6])
- gen. bryg. Tadeusz Kossakowski (VIII – XII 1943[7])
- ppłk / płk kaw. Władysław Bobiński (XII 1943[7] – XII 1944)
- ppłk dypl. kaw. Jan Monwid-Olechnowicz (od 20 XII 1944)

Szefowie sztabu
- mjr br. panc. Stanisław Gliński (p.o. VIII – X 1942)
- mjr dypl. art. Tadeusz Jan Kolasiński (X 1942 – VIII 1943[6])
- kpt. / mjr dypl. piech. Stanisław Otton Drzewiecki (VIII 1943 – † 17 VII 1944)
- ppłk dypl. kaw. Ziemowit Grabowski (21 VI 1944 – 1 VI 1945 → dowódca brygady)
- kpt.dypl. Izydor Dowgiałło (1945)

kwatermistrzowie
- ppłk Stefan Kamiński (do VIII 1943[6])
- mjr / ppłk Zygmunt Chabowski (od VIII 1943[6])
- kpt. dypl. piech. Anastazy Łukjaniec (1945)
- kpt. Zdzisław Tyliński (do VIII 1945 → I zastępca kwatermistrza 2 DPanc[8])

Oficerowie dowództwa
- szef łączności – mjr Eugeniusz Kozakiewicz
- szef służby duszpasterstwa katolickiego – st. kpl. ks. Adam Studziński
- szef służby zdrowia – kpt. lek. Ryszard Kaszubski
- szef służby warsztatowej – mjr Henryk Nitecki
- szef służby materiałowej – kpt. August Wołyniec
- komendant Kwatery Głównej – mjr Witold Hankisz (od VIII 1943[6])

## Działania bojowe

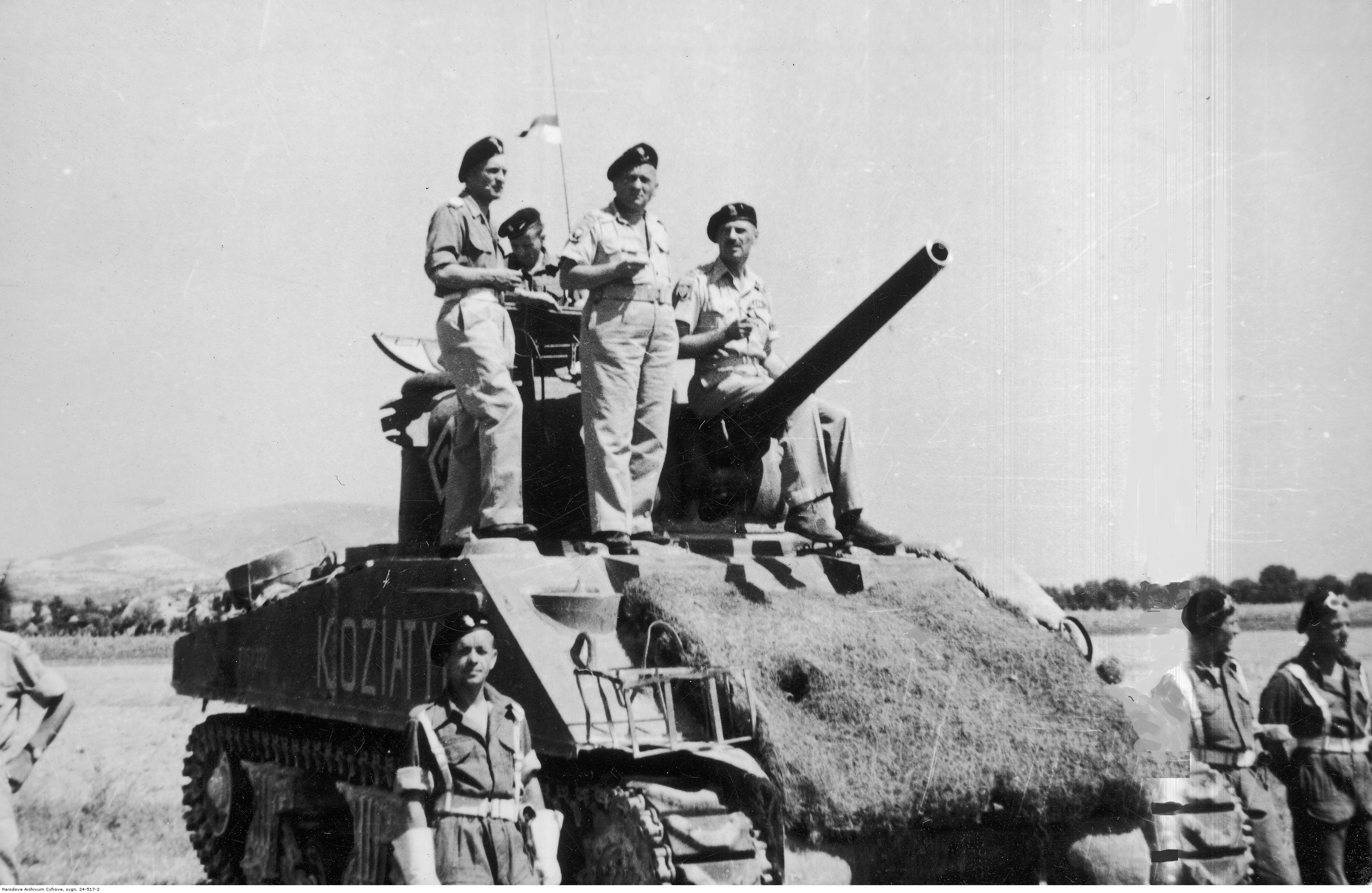
Po bitwie o Bolonię - generałowie Władysław Anders (1. z prawej) i Bronisław Rakowski (2. z prawej) na wieży czołgu M4 Sherman; kwiecień 1945

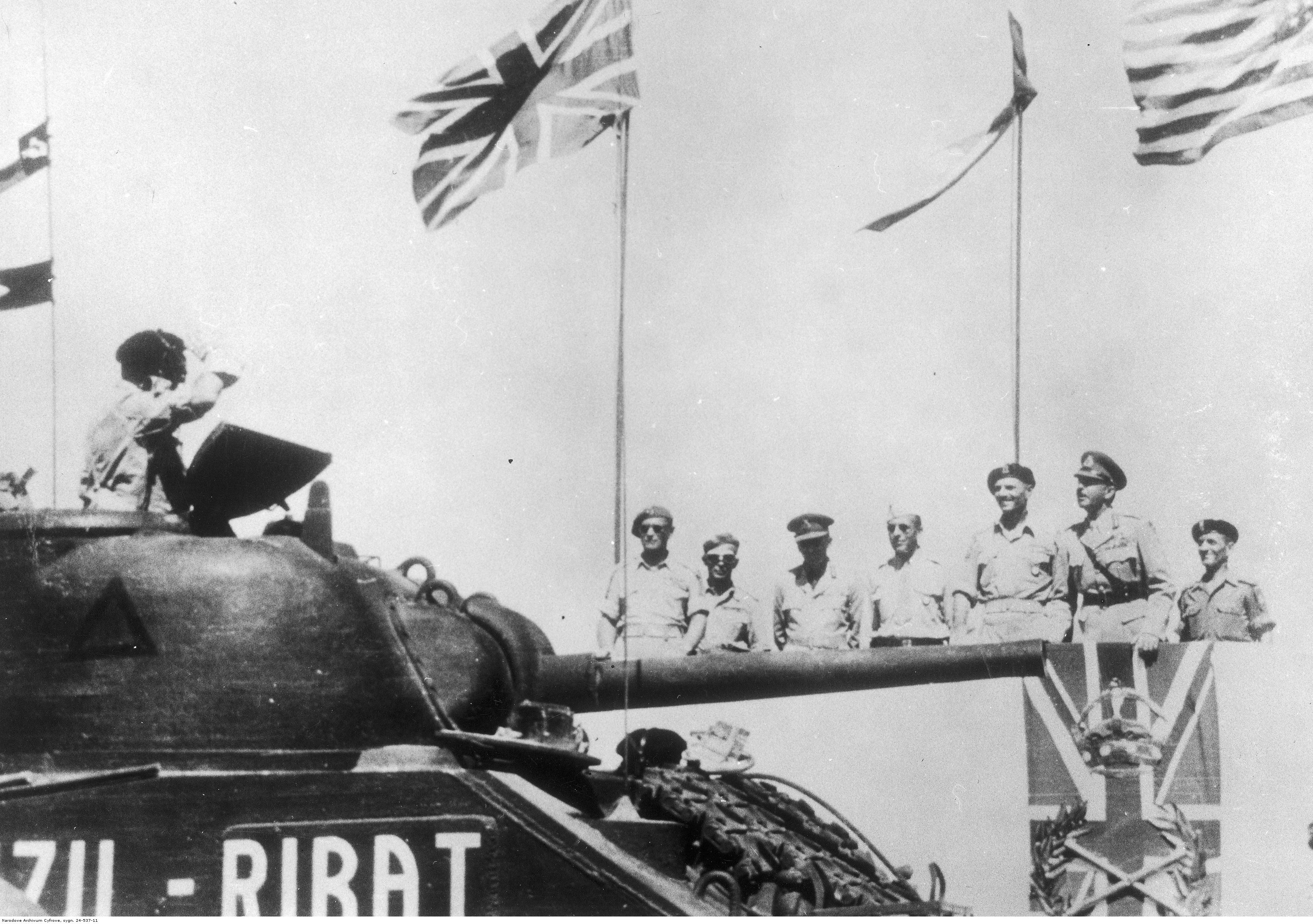
2 Warszawska DPanc w defiladzie pod Loreto - gen. Bronisław Rakowski w czołgu M4 Sherman "Kizil-Ribat" przed trybuną honorową; sierpień 1945

Struktura organizacyjna brygady wskazuje na jej typowy charakter jednostki bezpośredniego wsparcia piechoty i w zasadzie poszczególne pułki były przydzielane do dyspozycji dowódców dywizji piechoty, którzy to z kolei rozdrabniali je szwadronami pomiędzy brygady strzeleckie.
Zanotowano natomiast tylko nieliczne przypadki działania brygady w roli samodzielnego związku taktycznego, wzmacnianego siłami do brygady piechoty, dodatkowym (brytyjskim) pułkiem czołgów, pułkiem kawalerii oraz artylerią i wspieranego przez lotnictwo.
W dniach 16—19 lipca 1944 w bitwie pod Ankoną 2 BPanc. dostała zadanie przeskrzydlenia niemieckiej 278 DP i odcięcia jej odwrotu. Ze względu jednak na trudny teren, pola minowe i kontrataki niemieckie, brygada nie zdołała odciąć dróg odejścia całkowicie. Utrudniła go jednak w znacznym stopniu. Po opanowaniu przez nią miasta Chiaravalle, Niemcy mogli się wycofać jedynie przez wąski, ostrzeliwany korytarz pomiędzy wybrzeżem a miastem.
Dowódcy brygady do wykonania powierzonego mu zadania podporządkowano: bryt. 7 Pułk Huzarów, 15 Pułk Ułanów Poznańskich i 16 Lwowski Batalion Piechoty ze składu 5 KDP, dywizjon 7 Pułku Artylerii Konnej, 1 Samodzielną Kompanię Komandosów. Równocześnie 4 Pułk Pancerny podporządkowano dowódcy 5 KDP.
Po raz drugi 2 BPanc nacierała samodzielnie w dniach 13—20 kwietnia 1945 jako zgrupowanie „Rak” w natarciu na Bolonię. Tym razem nie był to jednak zagon na skrzydło nieprzyjaciela, lecz trudne uderzenie czołowe połączone z forsowaniem paru przeszkód wodnych. Zgrupowanie wykonało wówczas do końca postawione mu zadanie.
Straty w kampanii włoskiej wynosiły: 120 poległych, 631 rannych i 7 zaginionych.

## Symbole brygady
Proporczyk
Sztab i Kwatera Główna 2 BPanc: proporczyki kroju kawaleryjskiego zielone z czarnym paskiem przez środek; na berecie srebrny krzyż maltański z białego metalu (haftowany srebrną nitką u oficerów) na zielonym sukiennym rombie.
 Pasek na rękawie – biały